# Giuseppe Guerini

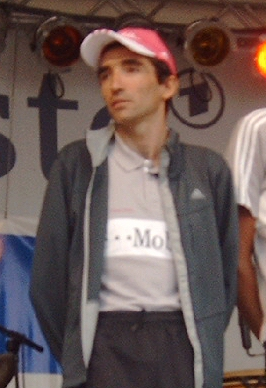
Giuseppe Guerini nach der Deutschland Tour 2005 in Bonn

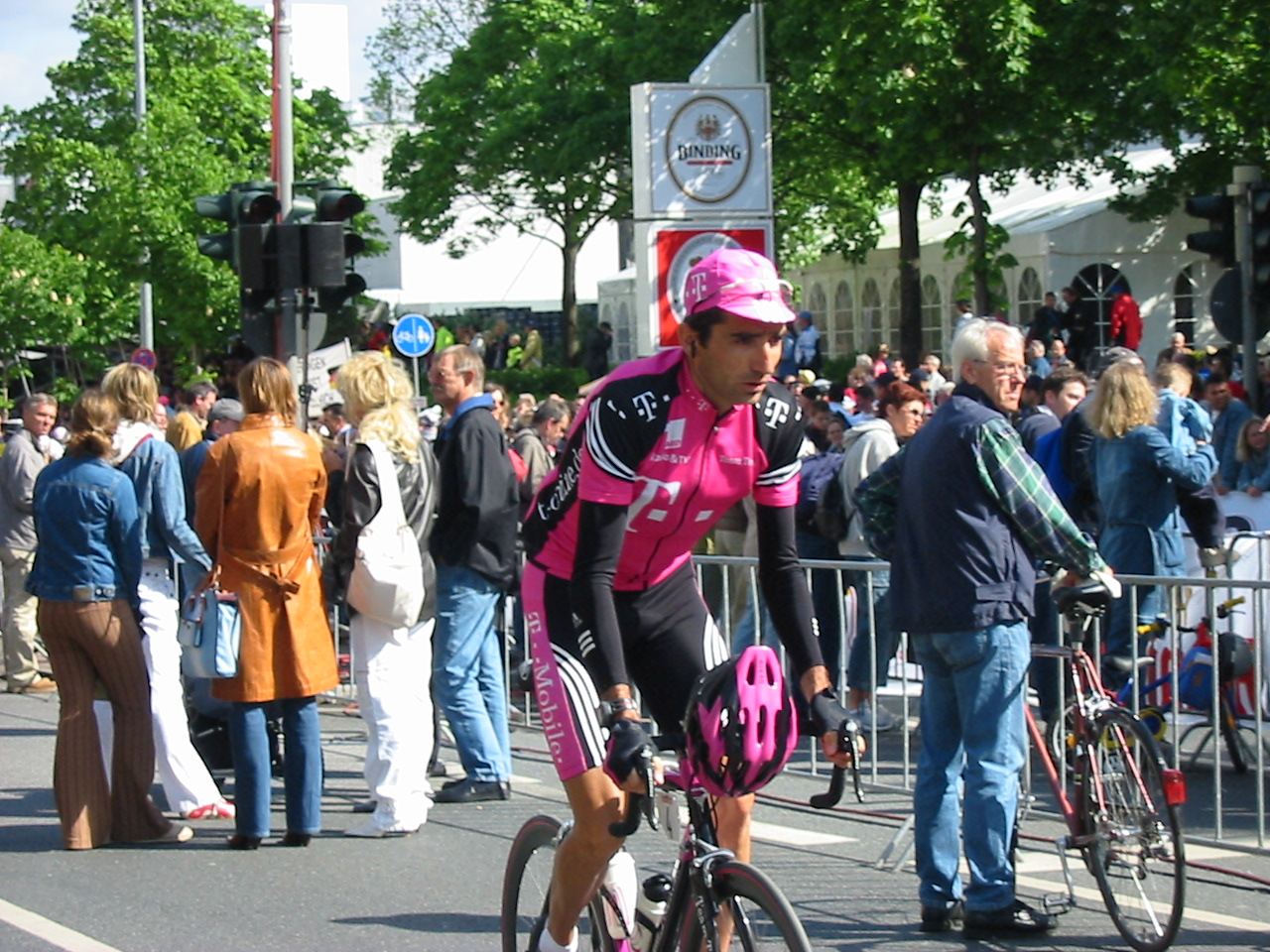
Giuseppe Guerini (2003)

Giuseppe Guerini (* 14. Februar 1970 in Gazzaniga, Italien) ist ein ehemaliger italienischer Radrennfahrer.
1991 gewann er als Amateur die Trofeo Gianfranco Bianchin. Der Bergfahrer Guerini wurde 1993 Rad-Profi. Seine Karriere begann beim Team Navigare; von 1995 bis 1998 fuhr er für das Team Polti. Von 1999 bis zu seinem Karriereende war er beim Team Telekom (später Team Columbia) aktiv. Guerini bekam den Spitznamen "Turbo Beppe", da er in seiner Jugend in der Nähe eines Turbinen-Kraftwerks lebte.
Die Qualitäten von Guerini lagen vor allem in den Bergen, weshalb er sich bei der Tour de France als wichtiger Helfer von Jan Ullrich erwies. Bei der Tour de France 1999 stieß er kurz vor dem Ziel in L’Alpe d’Huez mit einem fotografierenden Zuschauer zusammen. Trotz seines folgenden Sturzes gelang es ihm, diese in Sestrières gestartete „Königsetappe“ mit ihrer schweren Bergankunft in L’Alpe d’Huez zu gewinnen. Erst sechs Jahre später, bei der Tour de France 2005, gelang ihm auf der 19. Etappe wieder ein Etappensieg. Durch eine Attacke rund ein Kilometer vor dem Ziel konnte Guerini seine Konkurrenz distanzieren und so einen der wohl wichtigsten Erfolge seiner Karriere feiern. Am 21. August 2007 gab Giuseppe Guerini seinen Rücktritt vom Radsport zum Jahresende bekannt.

## Palmarès (Auswahl)
- Dritter im Gesamtklassement des Giro d’Italia 1997 und 1998
- Etappensieg Route du Sud 1998
- Etappensieg Giro Portugallo 1998
- Etappensieg Tour de France 1999
- Etappensieg Katalanische Woche 2002
- Zweiter im Gesamtklassement der Tour de Suisse 2003
- Achter im Gesamtklassement der Tour de Suisse 2004
- Etappensieg Tour de France 2005
- Sieg bei Kriterium in Calcinate (Provincia Bergamo) 2005